# Krásno (Eslováquia)
Krásno (em húngaro: Ószéplak) é um município da Eslováquia, situado no distrito de Partizánske, na região de Trenčín. Tem 3,61 km² de área e sua população em 2018 foi estimada em 476 habitantes.

## Demografia
| Ano:        | 1994 | 2004    | 2014   | 2024   |
| ----------- | ---- | ------- | ------ | ------ |
| Broj ljudi: | 569  | 490     | 497    | 518    |
| Razlika:    |      | -13,88% | +1,42% | +4,22% |

| Ano:               | 2023 | 2024   |
| ------------------ | ---- | ------ |
| Número de pessoas: | 520  | 518    |
| Diferença:         |      | -0,38% |